# Румия
Румия (ср. Румија) е планина в Черна гора между Шкодренското езеро и Барското поле в югоизточната част на страната в близост до албанската граница. Образувана е от палеозойски и мезозойски скали. Най-високия ѝ връх се издига на 1593 m.
Гребенът на планината се разделя от дълбокия превал Бела скала (903 m). От югозападната част на планината извират три рекички Железница, Бунар и Междуреч, които се вливат в Адриатическо море. Като цяло Румия е обрасла със смесени гори, но има и просторни пасища. В подножието планината е населена.